# Pang Yao

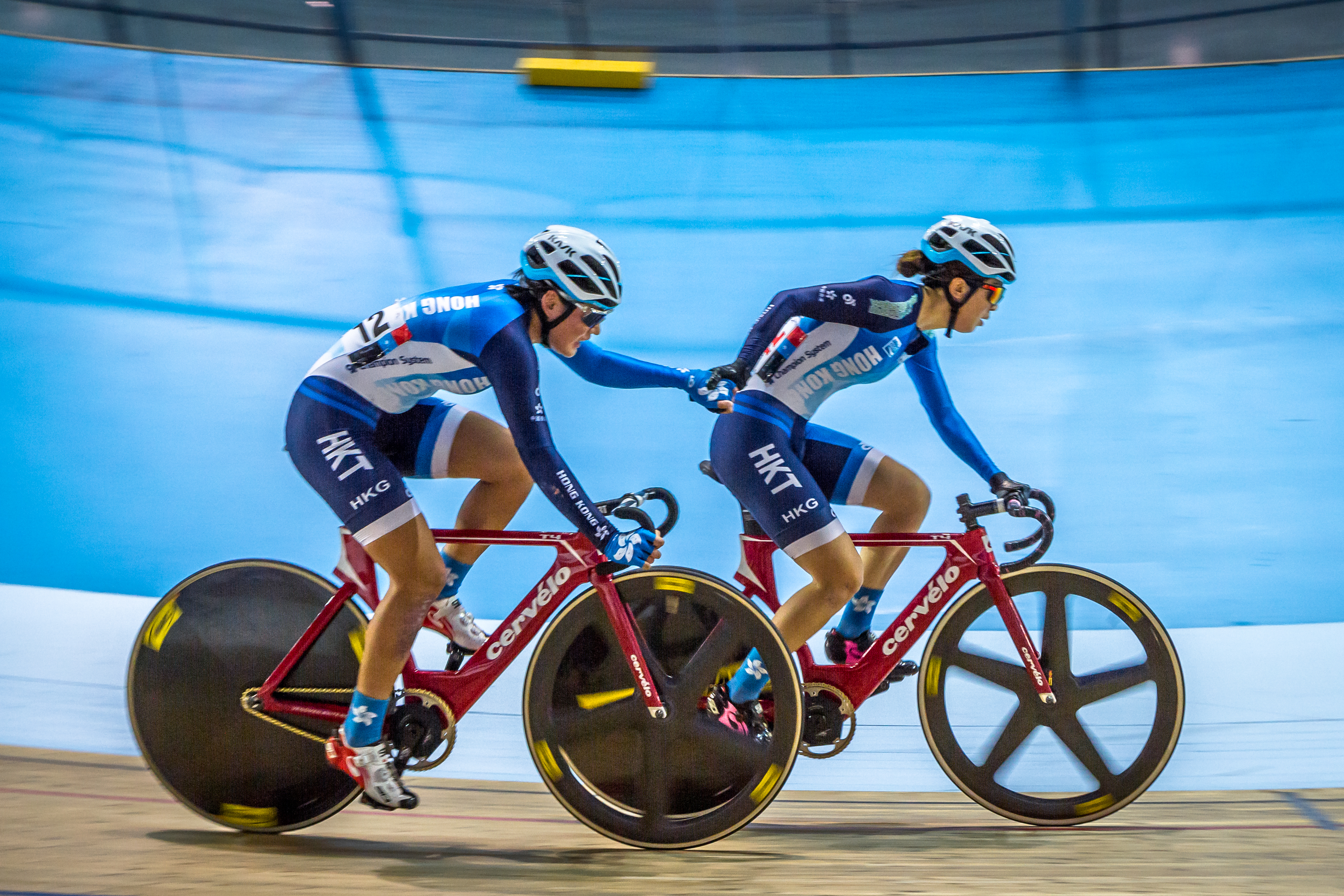
Pang Yao (l.) mit Yang Qianyu im Zweier-Mannschaftsfahren beim Bahn-Weltcup in Milton (2017)

Pang Yao (chinesisch 逄瑤 / 逄瑶, Pinyin Páng Yáo, Jyutping Pong4  Jiu4, * 27. Mai 1995) ist eine ehemalige chinesische Radsportlerin aus Hongkong, die auf Bahn und Straße Rennen bestritt.

## Sportliche Laufbahn
Pang Yao ist eine Allrounderin, die auf Bahn wie auf Straßen gleichermaßen erfolgreich ist. 2012 wurde sie Junioren-Asienmeisterin im Einzelzeitfahren, 2013 zweifache Asienmeisterin der Juniorinnen, im Einzelzeitfahren wie im Straßenrennen. 2014 errang sie Silbermedaille der Asienmeisterschaft in der Einerverfolgung auf der Bahn.
2016 startete Pang beim zweiten Lauf des Bahnrad-Weltcup 2016/17 in Apeldoorn und belegte im Punktefahren Rang sieben. Auf der Straße errang sie jeweils Bronze 2016 bei den Asienmeisterschaften im Einzelzeitfahren und 2019 im Mannschaftszeitfahren. Bei den Bahn-Asienmeisterschaften 2017 holte sie mit  Yang Qianyu, Leung Bo Yee und Diao Xiaojuan in Mannschaftsverfolgung Silber wie auch bei den Asienspielen mit Yang Qianyu im Zweier-Mannschaftsfahren. Bei den kontinentalen Bahnmeisterschaften 2019 wurde sie Dritte im Scratch.  2020 errang sie gemeinsam mit Yang Qianyu den kontinentalen Titel im Zweier-Mannschaftsfahren.

## Erfolge

### Straße
2012
- Junioren-Asienmeisterin – Einzelzeitfahren
- Junioren-Asienmeisterschaft – Straßenrennen

2013
- Junioren-Asienmeisterin – Einzelzeitfahren, Straßenrennen
- Junioren-Meisterin von Hongkong – Straßenrennen

2015
- Meisterin von Hongkong – Einzelzeitfahren

2016
- Asienmeisterschaft – Einzelzeitfahren

2019
- Asienmeisterschaft – Mannschaftszeitfahren

### Bahn
2013
- Junioren-Meisterin von Hongkong – Einerverfolgung

2014
- Asienmeisterschaft – Einerverfolgung, Mannschaftsverfolgung (mit Yang Qianyu, Meng Zhao Juan und Jamie Wong)

2015
- Asienmeisterschaft – Scratch
- Meisterin von Hongkong – Omnium

2017
- Asienmeisterschaft – Mannschaftsverfolgung (mit  Yang Qianyu, Leung Bo Yee und Diao Xiaojuan)

2018
- Asienspiele – Zweier-Mannschaftsfahren (mit Yang Qianyu)
- Meisterin von Hongkong – Zweier-Mannschaftsfahren (mit Yang Qianyu)

2019
- Asienmeisterschaft – Scratch

2019/20
- Asienmeisterin – Zweier-Mannschaftsfahren (mit Yang Qianyu)